# Гингольд, Джозеф
Джозеф Гингольд (англ. Josef Gingold; 28 октября 1909, Брест-Литовск, Российская империя — 13 января 1995, Блумингтон, штат Индиана) — американский скрипач и музыкальный педагог.

## Биография
Родился в семье владельца обувной фабрики Меера Гингольда и его жены Анны (Нехамы) Лейзерович. Эмигрировал в США в 1920 году. Учился в Нью-Йорке у Владимира Граффмана, затем в Бельгии у Эжена Изаи, был первым исполнителем его Третьей сонаты для скрипки соло.
Вернувшись в США, с 1937 года играл в Симфоническом оркестре NBC под управлением Артуро Тосканини. В 1938—1942 годах также выступал в составе струнного квартета с Оскаром Шумским, Уильямом Примроузом и Харви Шапиро. Позднее был концертмейстером Детройтского симфонического оркестра и Кливлендского оркестра, а с начала 1960-х годов преподавал скрипку в Университете Индианы. Вел классы мастерства в Парижской (1970—1978), а также в Токийской консерваториях и в нескольких колледжах США. Среди его учеников — Джошуа Белл, Шони Алекс Браун, Энн Акико Мейерс, Леонидас Кавакос, Лейла Юзефович, Энн Ши, Дженнифер Капелли и другие известные музыканты.